# Cinq mélodies
Les Cinq mélodies sont un cycle de mélodies pour voix et piano de la compositrice française Claude Arrieu, écrit en 1935.

## Contexte et création
Claude Arrieu compose ses Cinq mélodies sur des textes de Louise Roudanez dite Loulou. L'œuvre est publiée en 1936 par les éditions Henry Lemoine.

## Structure
Le cycle comprend cinq mélodies dont La Vache, Le Crapaud et La Sauterelle.